# Palfinger AG

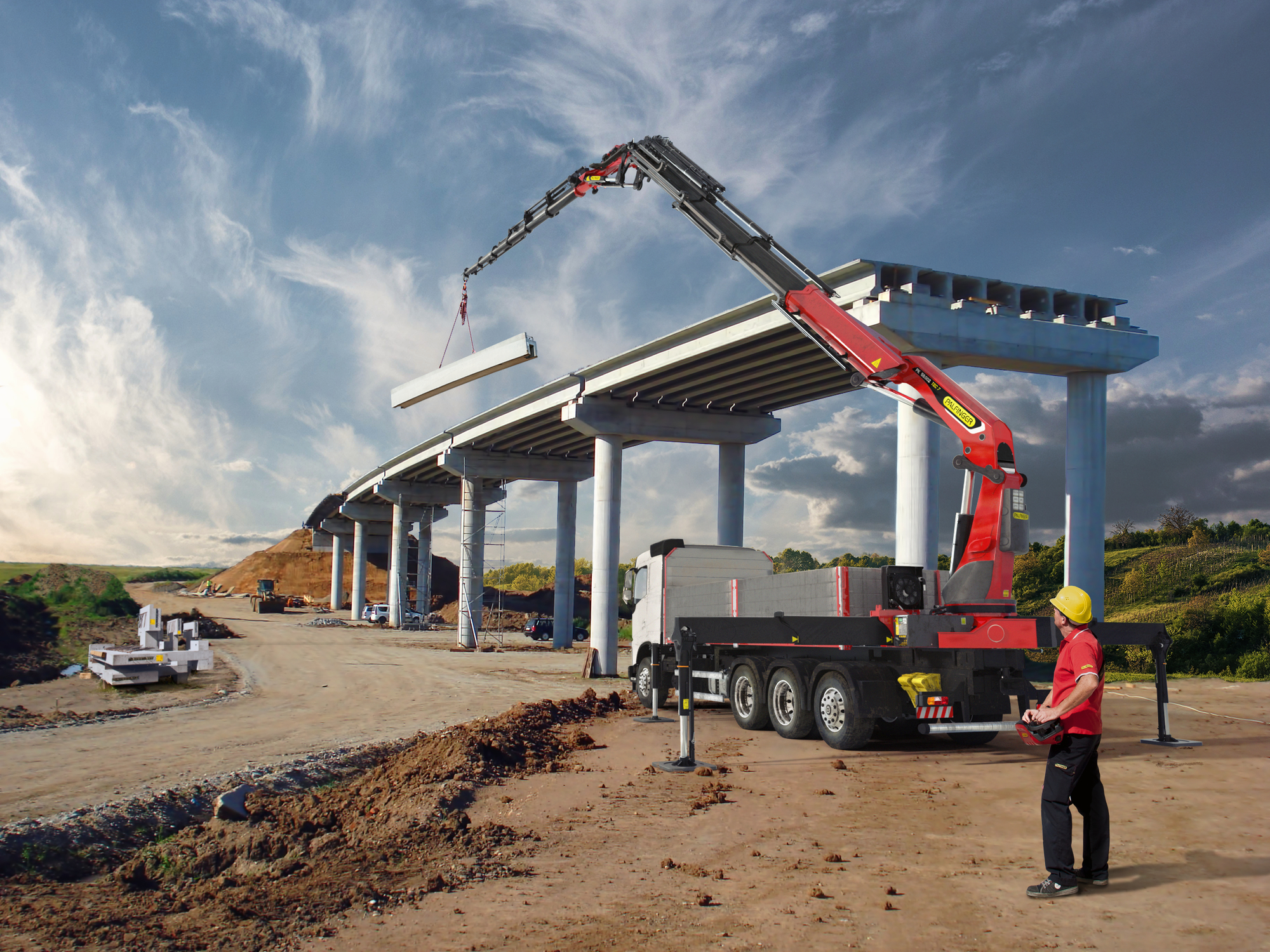
Una grúa Palfinger PK 58.002 TEC 7 montada sobre un camión grua durante unas obras de construcción.

Palfinger AG con sede en Bergheim, en el estado federado de Salzburgo, Austria, es una empresa de ingeniería mecánica que cotiza en bolsa y un proveedor de grúas hidráulicas y tecnología de elevación para los sectores terrestre y marítimo.
La empresa se hizo conocida por sus grúas articuladas montadas sobre camiones. Con más de 100 modelos de este producto, Palfinger es considerado como un líder en el mercado mundial. Además de varias grúas, la empresa también vende plataformas de trabajo aéreas, carretillas elevadoras montadas en camiones, plataformas elevadoras, elevadores de gancho, cargadores de contenedores y sistemas ferroviarios.

## Historia

### Décadas de 1930 a 1960: Fundación y orientación
Los orígenes de la empresa se encuentran en el taller de reparación y metalistería para remolques agrícolas y volquetes fundado por Richard Palfinger en 1932.  Palfinger construyó la primera grúa en 1959 y, cuando su hijo Hubert Palfinger asumió la dirección en 1964, la producción se trasladó a grúas de carga hidráulicas.

### Décadas de 1970 a 2000: internacionalización y expansión
En los años siguientes, la atención se centró en ampliar la gama de productos e internacionalizar la empresa. En 1984 la compañía inauguró una planta de montaje y producción en Lengau con 90 empleados. En 1989, Palfinger se había expandido a más de 70 países y había alcanzado una cuota de exportación de más del 90 por ciento. En 1993, adquirió una fábrica en Maribor, en Eslovenia. Palfinger AG abrió una fábrica para la producción de cargadores de gancho en Francia. Para ampliar aún más su cuota de negocio en el mercado americano, Palfinger compró el distribuidor de grúas Tiffin Loader Cranes de USA y fundó Palfinger USA Inc. En 2001, la empresa también adquirió un socio en el mercado sudamericano, la empresa brasileña Madal. La empresa salió a bolsa en junio de 1999. En 2004, Palfinger AG adquirió Bison Deutschland, un proveedor de plataformas de trabajo aéreo montadas sobre camiones. Un año más tarde, adquirió el fabricante británico de sistemas de acceso y trampillas elevadoras Ratcliff Tail Lifts. En 2005, la compañía comenzó a expandir su negocio en el mercado asiático abriendo una sede asiática en Singapur, entre otras ubicaciones. Además, Palfinger AG invirtió en la construcción de una fábrica de elevadores de gancho en Shenzhen, una ciudad china ubicada cerca de Hong Kong y en los sitios de producción existentes en Bulgaria, Eslovenia, Alemania del Este y en USA. En 2008, Palfinger AG adquirió la empresa estadounidense Omaha Standard de Iowa, que fabrica carrocerías de camiones y plataformas elevadoras para camionetas pickup. La empresa también amplió su oferta con la adquisición de la división de plataformas de trabajo aéreo de la empresa alemana Wumag. En 2009, fue adquirido el fabricante de sistemas de manipulación de contenedores Automated Waste Equipment (AWE) de Nueva Jersey, USA,  así como una participación del 80 por ciento en el fabricante de plataformas de trabajo aéreo Eti Inc. de Oklahoma. Al año siguiente, Palfinger AG adquirió el 75 por ciento de las acciones de la empresa holandesa Ned-Deck Marine, entrando así en el mercado de fabricación de grúas marinas.

### Década de 2010: Crecimiento a través de la cooperación
En 2010, Palfinger se hizo cargo de la división de grúas marinas y eólicas de Palfinger Systems.  En 2012, comenzó una cooperación con el fabricante chino de maquinaria de construcción Sany Heavy Industries (Sany), que dio como resultado la construcción de una fábrica en Changsha, en China. Ese mismo año, Palfinger adquirió el productor brasileño de componentes metálicos Tercek  y el grupo noruego Bergen Group Dreggen AS, que produce grúas marinas y offshore.   Junto con la empresa Sky Aces Srl. En 2013, Palfinger fundó Palfinger Platforms Italia para fabricar plataformas de acceso para camiones de hasta 3,5 toneladas.  En aquel momento, la empresa operaba más de 29 plantas en 18 países de todo el mundo.  Además, Sany adquirió el 10 por ciento de las acciones de Palfinger, mientras que Palfinger adquirió el 10 por ciento de las acciones de Sany Lifting Ltd. En 2015 se inauguró la nueva sede de la empresa en Bergheim,  acompañada de inversiones de entre tres y seis millones de euros en la ampliación de la planta de producción en Löbau.  Al año siguiente, Palfinger adquirió el Norwegian Harding Group para expandir el negocio marítimo de la compañía.  En particular, la adquisición del Grupo Harding supuso prácticamente duplicar el volumen del negocio marítimo. En el ejercicio fidcal de 2016, Palfinger alcanzó unas ventas de 1360 millones de euros. Sany redujo su participación al 7,5 por ciento.

### Década de 2020: Expansión de ubicaciones y ventas
En 2020, Palfinger adquirió su segundo socio de ventas independiente más grande a nivel mundial, Hinz Försäljnings, con sede en Suecia  y se hizo cargo de su socio de ventas español Equipdraulic al año siguiente.  La participación cruzada del 7,5 por ciento con el Grupo Sany se disolvió a finales de 2021 para dar cabida a una cooperación operativa más intensa.  Además, Palfinger inició la ampliación del centro tecnológico en Köstendorf con inversiones por un total de cinco millones de euros.  Ese mismo año, Palfinger adquirió las empresas TSK Kran und Wechselsysteme GmbH y TSR Lacktechnik.  A continuación se adquirieron los derechos de la tecnología del Sistema de Transferencia de Pasajeros Offshore (OPTS) a la empresa Lift2Work BV. En el ejercicio fiscal de 2023, la empresa superó por primera vez el umbral de ventas de los 2000 millones de euros. En 2022, Palfinger abrió una nueva ubicación en Viena y trasladó su producción de plataformas de trabajo aéreo de Krefeld a Löbau. 
En junio de 2023, el periódico Sächsische Zeitung declaró: «La expansión de Löbau como centro de plataformas de acceso es esencial para la red de producción europea de Palfinger. Además, todo el montaje de plataformas de acceso en Alemania se consolidará aquí». 
La empresa inauguró el Palfinger Campus como centro de formación y perfeccionamiento y el Palfinger World en su sede de Lengau. En junio de 2023, Palfinger estableció una oficina central para sus operaciones en EE. UU. en Schaumburg, Illinois. En 2023, Palfinger firmó un contrato de diez años con la empresa noruega de exploración y desarrollo petrolero Aker BP para desarrollar y comercializar grúas offshore controladas a distancia. Palfinger está cooperando con el desarrollador Optilift para la implementación de software.

## Controversia
La compañía Palfinger AG ha sido criticada por continuar con sus operaciones comerciales en Rusia a pesar de las tensiones geopolíticas tras la invasión de Ucrania. Según la información de la base de datos Leave Russia, Palfinger AG continúa operando en el mercado ruso, lo que ha generado críticas por parte de organizaciones que promueven la responsabilidad social corporativa y las prácticas comerciales éticas.

## Estructura corporativa
Palfinger AG cotiza en la Bolsa de Viena desde 1999. La empresa tiene centros de producción y ventas en Europa, América del Norte y del Sur y Asia.   En total, Palfinger tiene más de 5000 centros de ventas y servicio en más de 130 países.

## Productos
El producto principal de Palfinger AG es la grúa de carga y, con más de 100 modelos de este producto, la empresa ocupa una posición líder a nivel mundial.    Palfinger también es considerado líder del mercado mundial de sistemas hidráulicos.  La empresa fabrica plataformas de trabajo aéreas, carretillas elevadoras montadas en camiones, grúas de carga, grúas forestales, grúas de reciclaje, grúas marinas, grúas eólicas, elevadores de gancho y sistemas ferroviarios.  Con la adquisición del grupo global Harding en 2016, Palfinger AG también alcanzó el liderazgo del mercado mundial en sistemas de rescate marítimo con Palfinger Marine. Palfinger ofrece diversos productos de tecnología de grúas de elevación. Palfinger también ofrece productos específicos para el mercado norteamericano,  como carretillas elevadoras montadas en camiones.